# Falciot de cara tacada
El falciot de cara tacada (Cypseloides cherriei) és una espècie d'ocell de la família dels apòdids (Apodidae).

## Hàbitat i distribució
Habita zones obertes i de muntanya de Costa Rica, Veneçuela, Equador i localment Colòmbia.